# 룩셈부르크의 주

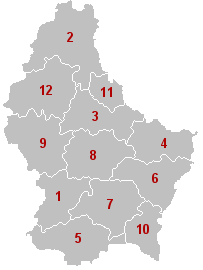
룩셈부르크의 주

룩셈부르크의 주(프랑스어: cantons, 독일어: Kantone, 룩셈부르크어: Kantonen)는 구 다음에 해당하는 룩셈부르크의 행정 구역이다. 이들 주는 3개 구에 속해 있으며 다시 116개 지방 자치체로 나뉜다.
- 디키르히 구
  - 클레르보 주 (Clervaux, 2)
  - 디키르히 주 (Diekirch, 3)
  - 레당주 주 (Redange, 9)
  - 비앙덴 주 (Vianden, 11)
  - 빌츠 주 (Wiltz, 12)
- 그레벤마허 구
  - 에히터나흐 주 (Echternach, 4)
  - 그레벤마허 주 (Grevenmacher, 6)
  - 레미히 주 (Remich, 10)
- 룩셈부르크 구
  - 카펠렌 주 (Capellen, 1)
  - 에슈쉬르알제트 주 (Esch-sur-Alzette, 5)
  - 룩셈부르크 주 (Luxembourg, 7)
  - 메르슈 주 (Mersch, 8)

## 같이 보기
- 룩셈부르크의 행정 구역
- 룩셈부르크의 구